# Limnonectes macrocephalus
Espèce
Synonymes
- Rana macrodon macrocephala Inger, 1954

Statut de conservation UICN

 NT  : Quasi menacé
Limnonectes macrocephalus est une espèce d'amphibiens de la famille des Dicroglossidae.

## Répartition
Cette espèce est endémique du Nord des Philippines. Elle se rencontre dans les îles de Luçon, de Catanduanes, de Marinduque et de Polillo.

## Description
Le mâle holotype mesure 93,8 mm.

## Publication originale
- Inger, 1954 : Systematics and zoogeography of Philippine Amphibia. Fieldiana, Zoology, vol. 33, no 4, p. 183-531 (texte intégral).